# 森明子 (編集者)
森 明子（もり あきこ）は、ファッション雑誌の編集者。
横浜市で生まれ、東京で育ち、上智大学外国学部フランス語学科を卒業した。創刊直後の『WWDジャパン』の編集に携わった後、『フィガロ ジャポン』の副編集長を経て、1996年から15年間『エル・ジャポン』の編集長を務め、2000年からエル・グループのディレクターとして出版している全雑誌に関わった。2013年、『ハーパーズ バザー』（日本版）を総編集長として創刊した。2015年、『エル』の発行人に就任した。エル・オンライン、エル・ショップ、エル・ガールなどのプロジェクト設立に携わったのち、独立し株式会社DEMAIN（ドゥマン）を設立した。ファッションや美容、ライフスタイル関連のコンサルティングやプロデュースを行っている。
著書として2023年に講談社から発行された『「好き」で「使える」服は10年で10着 エッセンシャル・ワードローブの作り方』がある。